# 三国志平話
『三国志平話』（さんごくしへいわ）は、魏・呉・蜀漢の三国の争いについてまとまった形の白話文学としては最古の書物で、平話。各ページの上に絵が描かれ、下に文章が書かれている。元代に刊行された『全相平話五種』に『新刊全相平話三國志』の題で収められている。上・中・下3巻。小説『三国志演義』のもとになった故事を多く含んでいるが、両者の違いもまた大きい。また、全相とは、全てのページに絵があることを表している

## 概要
内容は司馬仲相の冥土での裁判で始まり、劉淵による漢の再興と晋の滅亡で終わっている。『三国志演義』に比べて民間伝承を色濃く残しており、『演義』と比べれば荒唐無稽な話を含む通俗的な作品となっている。ただしこの『平話』には、関羽の架空の息子の関索のエピソードが挿入されておらず（南蛮征伐の項で名前が一度だけ登場する）、その元となった民間伝承、いわゆる『花関索伝』が平話より後に成立し『演義』にとりこまれたものと研究者は推測している（詳細は三国志演義の成立史）。
『全相平話五種』は中国では失われ、日本の国立公文書館にのみ所蔵する（旧内閣文庫蔵）。ほかに、天理図書館に『至元新刊全相三分事略』という本が所蔵されているが、これは『三国志平話』の粗製濫造による産物である。

## あらすじ
この平話にはプロローグ・上巻・中巻・下巻・エピローグと分けられる。

### プロローグ
天帝の命により、後漢の光武帝の時代の書生であった司馬仲相が冥土で裁判を執り行うこととなった。原告は漢朝の建国の功臣でありながら謀略で殺害された三人韓信・彭越・英布。被告は彼らを謀略で殺した漢の高祖劉邦、その妻呂后である。訴訟の内容はまさにその殺害の是非にあり、前漢初頭以来350年もの間未結審のものであった。その裁判に際して仲相は蒯徹を召喚し証言をさせ、快刀乱麻を断つ如くたちまちケリをつけた。
天帝は仲相の判決をもとに、韓信を曹操、彭越を劉備、英布を孫権に転生させ、さらには劉邦を献帝に、呂后を伏皇后に転生させる。曹操の責めにより献帝に伏皇后を殺害させるかたちで前世の罪滅ぼしとさせる。また、冤罪であることを証言した蒯徹を諸葛亮に、裁判を執り行った司馬仲相を司馬懿に転生させ、かくして『平話』の幕が開ける。

### 上巻
建寧元年（168年）、霊帝が即位した。自身で政治をすることがまだかなわぬ12歳の霊帝の周りを宦官が取り巻いた。特に十常侍と呼ばれる10人の宦官が、帝の後ろ盾をよいことに己の出世欲のために賄賂を強要し、さからう者には容赦なく刑を断行したので、政治は腐敗しきっていた。ある日、朝廷のすべての金属が鳴り響くという怪事が起こった。どうやら朝廷だけでなく洛陽、いや天下で起こっているらしいという報告を受けた霊帝は、宰相の皇甫嵩を呼んで問うたところ、皇甫嵩は山が崩れる前兆であると言い、はたして泰山の麓が崩れ、洞窟が発見されたという内容の奏上文が届いた。霊帝はすぐさま洞窟の調査を命じた。
話は変わり、泰山の麓に孫学究という男が住んでいた。原因不明の病気にかかっており、家族から気味悪がられたので、学究は自殺しようと決意して泰山へ向かうと、人一人くらいが入れる大きさの穴の中へ、倒れこむように身を投げた。しかし、学究は怪我ひとつ負わず洞窟の中に着地した。ふと上を見上げると、深い穴であったようで、光がまったく見えなかった。洞窟はずっと奥まで続いていた。学究は、これは己はまだ死ぬときではないのだと悟り、洞窟の奥へ進んだ。しばらく進むとひとつの箱が置いてあった。おそるおそる開けてみると、古ぼけた一巻の書が入っていた。それは、どんな難病も治す医書であった。水に呪文を唱えて聖水とし、それを飲むという治療法である。学究はこれで自分の病もなおると大喜びで、洞窟の中にある小さな池の水をすくい、呪文を唱えて一気に飲み干した。するとたちまち元気になった。学究は大喜びで洞窟を出ようと元の場所へ戻ったところ、上から縄がするすると下りてきた。縄につかまり穴から脱出すると、妻をはじめ悲嘆にくれた家族の顔があった。学究はそれまでの事情を説明すると、親子は抱き合って喜んだ。その後、孫学究の病が治ったという噂は近隣の村へ広まり、難病をかかえた病人たちが学究のもとへ治療を求めにやってきたが、すべての人がたちどころに治った。こうして孫学究は人々から崇められ、家には謝礼の金品が山のように積まれ、弟子を志願する者が後を絶たなかった。孫学究はこの医術の奥義を太平道と称し、毎日人々の病を治してその名を天下に知らしめたのであった。
弟子の中に張角という男がいた。学問熱心で親孝行者であると評判の好青年である。ある日、張角は孫学究へ申し出た。
「私には年老いた母がおり、世話をしなければなりません。どうか故郷へ帰ることをお許しください。医術を授けていただいたご恩はわすれません」
学究は言った。
「君に医書を授けよう。これで私がいなくとも人々を救うことができよう。私に代わって難病に苦しむ民を救ってやってくれ。だが決して金品を受け取ってはならぬぞ」
張角はありがたくその医書を受け取り、故郷へ帰っていった。帰郷の途中、師の教え通りに病に苦しむ人々を無償で治して歩いた。その噂は広まり、帰郷してからも人々を治療しつづけた。張角は金品こそ要求しなかったが、治した者を自分の弟子とした。こうして張角の弟子は全国にでき、10万人以上に達した。張角はみずから大賢良師と称し、太平道の教祖として天下に名をとどろかせた。
中平元年（184年）、太平道の信者が後漢王朝に対して挙兵、世に言う黄巾の乱が勃発した。黄巾軍10万はその勢いで揚州を攻め取り、戦利品で軍備を整えては次第にまわりの県や村も手中に収め、従わぬ者はことごとく惨殺して勢力を拡大、かくして天下の3分の2を占領した。人々からは、残忍な手口と黄色のシンボルにより黄巾賊と呼ばれた。黄巾賊の兵は36万に達し、中国全土が騒乱状態に陥ったとき、漢の景帝の子孫である劉備が関羽・張飛の2人と桃園の誓いを結び、糜芳・簡憲和（簡雍、憲和は字）・孫乾らと黄巾討伐の義勇軍を結成した。彼らは援軍に駆けつけた官軍の皇甫嵩らと共に黄巾討伐にのりだし、張角と2人の弟の張表（張梁のことか）・張宝らを打ち破って乱を鎮圧した。
抜群の功績を挙げた劉備であったが、十常侍の一人の段珪が賄賂を求めて来た際、正義の怒りを爆発させた張飛が段珪を殴打したために恨みを買い、なかなか論功行賞にあずかれなかった。たまたま皇帝の叔父である国舅の董承の目に止まったことから、ようやく定州安喜県の尉の官職にありついた。同時に太行山に山賊の鎮圧も命じられ、任地に赴いた劉備であったが、定州刺史の元嶠（げんきょう）は、劉備が赴任が遅れたことを理由に侮辱し、杖罪に処そうとした。それを聞いて激怒した張飛が、夜、蛇矛を持って太守邸に押し入り、太守をはじめ一族郎党二十数人を皆殺しにするという事件を起こした。この件について朝廷ではすぐさま協議が行われ、督郵の崔廉を定州へ向かわせた。崔廉は劉備が十常侍より恨みを買っていることを理由に劉備を逮捕しようとした。この理不尽な裁きを聞いて、またもや激怒した張飛と関羽が崔廉を捕らえ、裸にし、柱に縛りつけ、100回も鞭をうった。督郵が息絶えると、張飛は死体を6つに切断してさらした。かくして劉備主従は任地から逃亡し、太行山に入り、山賊の仲間に入った。霊帝は劉備の山賊入りを聞き驚いた。そこで、董承の「劉備を山賊にさせる要因を作った十常侍を処刑し、劉備に恩赦を与えるべき」という意見に従い、十常侍を信頼していた己を反省するとともに、すぐさま十常侍の処刑を命じ、その首をもって太行山へ向かった。 かくして劉備は漢王朝に帰順した。劉備が帰順したことを聞いた霊帝は大喜びして劉備と会見し、これまでの非礼を謝罪するとともに、劉備を徳州の平原県丞に任命した。任地先に赴任した劉備は関羽、張飛らの補佐を受けつつ平原県の治安を向上し、平穏なひと時をすごした。
189年、霊帝は崩御し、献帝が即位した。

### 中巻
曹操は劉備三兄弟を手元に置いて厚遇した。曹操が献帝のもとに劉備を連れて参内したとき、劉備は献帝の親戚であることが判明する。

### 下巻
孫夫人を使っての劉備暗殺計画も失敗したが、依然として荊州における劉備・孔明と周瑜の水面下における争いは続いていた。

### エピローグ
孔明の死後、姜維は（政権争いでか）魏延を斬った。北伐軍は成都に無事帰還し、後主劉禅は孔明を「忠武侯」と諡した。
魏では曹爽が政治を牛耳っていたため、司馬氏は曹爽を倒して魏王を廃し、高貴郷公を帝に立てた。帝は司馬氏を倒そうとしたが司馬氏は賈充に帝を殺させ、少帝を立てた。少帝は司馬氏に禅譲した。晋は鄧艾に蜀漢を攻撃させた。漢帝（劉禅）は降伏し、劉諶は自殺した。晋の武帝はまた王濬に呉を攻撃させ、呉帝の孫晧は降伏した。
漢帝の外孫である劉淵は北方へ逃れ、平陽で漢を再興した。晋では武帝が崩御したが、次の恵帝は暗愚であり、国内で乱が起きた。次の懐帝のときに劉淵は洛陽に攻め入り、懐帝を倒して劉禅の仇を取った。長安で愍帝が晋帝に立ったが、漢は劉曜に攻撃させた。劉曜は愍帝を捕虜にし、晋は滅亡した。

## 日本語訳
- 二階堂善弘・中川諭 訳 『三国志平話』光栄 1999年 ISBN 4877196781
- 立間祥介 訳 『全相三国志平話』潮出版社 2011年 ISBN 4267018677